# René Goscinny
René Goscinny (n. 14 august 1926, Paris, Île-de-France, Franța – d. 5 noiembrie 1977, Paris, Île-de-France, Franța) a fost un autor francez de benzi desenate.

## Biografie
René Goscinny, născut pe 14 august 1926 la Paris, a crescut în Argentina. În anul 1950 s-a mutat în Europa, în Franța și apoi la Bruxelles, Belgia.
Este cunoscut pentru crearea benzii desenate Asterix, alături de Albert Uderzo. René Goscinny a fost unul dintre fondatorii și redactorul-șef al Pilote, o revistă franceză de benzi desenate. A fost autor al personajului Le Petit Nicolas (Micuțul Nicolas), creat și desenat de Jean-Jacques Sempé. În plus Goscinny a fost scenarist al numeroaselor albume din Lucky Luke, create de Morris, și a scris benzile desenate despre Iznogud, desenat de Jean Tabary.